# Vekselsang
Vekselsang eller antifonal sang, antifoni ('modsang') er vekslen mellem to syngende eller spillende grupper eller solister. Det er en sangform, der bruges i den kristne gudstjeneste. På latin kaldes vekselsang for graduale eller responsorium graduale.
Vekselsang er en sang, hvor der veksles mellem en solist, der synger versene, og et kor, der synger omkvædet. I oldkirken brugte man Kong Davids salmer. Et af versene blev udvalgt til omkvæd og sunget af menigheden, de øvrige vers blev sunget af en forsanger. Med tiden blev menigheden udskiftet med et trænet kor, Schola cantorum, bestående af munke, og der kom nye tekster og melodier til.
Et antifonale indeholder vekselsange (antifoner) til den romersk-katolske kirkes tidebønner.